# 제66회 NHK 홍백가합전
《제66회 NHK 홍백가합전》(일본어: 第66回NHK紅白歌合戦 だいろくじゅうろっかいエヌエイチケイこうはくうたがっせん[*])는 2015년 12월 31일에 방송된 통산 66회째인 NHK 홍백가합전이다.

## 개요

### 방송까지
일정은 모두 2015년.
9월 16일방송 총국장인 이타노 유지가 정례회견에서 방송시간을 발표.

## 사회자
- 종합사회 - 우도 유미코 아나운서, 쿠로야나기 테츠코
- 홍조(紅組)사회 - 아야세 하루카
- 백조(白組)사회 - 이노하라 요시히코

## 게스트 심사원
- 하뉴 유즈루 : 2015년 NHK배 국제 피겨스케이팅 대회에서 세계최고득점으로 우승, 2015/2016 ISU 그랑프리 파이널에서도 세계최고득점을 갱신하여(쇼트, 프리 부문) 3연패 달성.
- 사카이 마사토 : 2016년에 방영하는 NHK 대하드라마 『사나다마루』에서 주인공 사나다 노부시게 역.
- 나가사와 마사미 : 『사나다마루』의 여주인공 키리 역.
- 오오이즈미 요 : 『사나다마루』에서 사나다 노부유키 역 및 2015년 상반기 연속 TV 소설 『마레』에서 츠무라 토오루 역.
- 츠치야 타오 : 『마레』의 히로인 츠무라 마레 역. 같은 해 TBS 텔레비전 드라마 『변두리 로켓』에서 츠쿠다 리나 역을 맡기도 했다.
- 미야케 히로미 : 2015년 세계 역도 선수권 대회 여자 48kg급에서 동메달 획득. 2016년 하계 올림픽 출장 내정.
- 우에하시 나오코 : 판타지소설 『鹿の王』로 제 12회 서점 대상을 수상. 2016년에 NHK 종합 텔레비전에서 방영할 『방송 90년 대하 판타지 「정령의 수호자」』의 원작자.
- 토코로 조지 : 탤런트로, NHK 종합 텔레비전의 교양 프로그램 『所さん!大変ですよ』에 출연.
- 아리무라 카스미 : 영화 『스트롭 에지』, 『불량소녀, 너를 응원해!』에서 주연을 맡았다. 특히 『불량소녀, 너를 응원해!』는 관객동원수 230만을 돌파한 대히트작이 되었다.
- 마타요시 나오키 : 일본의 코미디언으로, 2015년 『火花』으로 소설가로 데뷔하였고, 제 153회 아쿠타가와 류노스케 상을 수상.

## 결과
최종적으로, 아카구미- 356,832표 vs 시로구미- 346,929표로, 아카구미가 제62회 NHK 홍백가합전 이후 4년만에 우승.

## 출연 가수
진한 글씨는 첫 출장을 나타냄.

괄호 안의 숫자는 출장횟수를 나타냄.

### 1부
- 아카구미(紅組) :
  - 오오하라 사쿠라코 (1) 〈瞳〉
  - 고다이 나츠코 (22) 〈東京五輪音頭〉
  - 노기자카46 (1) 〈君の名は希望〉
  - E-girls (3) 〈Dance Dance Dance〉
  - 사카모토 후유미 (27) 〈祝い酒〉
  - μ's (1) 〈それは僕たちの奇跡〉
  - AAA (6) 〈恋音と雨空〉
  - 시마즈 아야 (2) 〈帰らんちゃよか〉
  - 후지 아야코 (21) 〈曼珠沙華〉
  - miwa (3) 〈fighting -φ- girls〉
  - 와다 아키코 (39) 〈笑って許して〉
  - 덴도 요시미 (20) 〈人生一路〉
- 시로구미(白組) :
  - 고 히로미 (28) 〈２億４千万の瞳 -エキゾチック・ジャパン-〉
  - Sexy Zone (3) 〈ニッポン Cha-Cha-Cha チャンピオン〉
  - 미야마 히로시 (1) 〈お岩木山〉
  - SEKAI NO OWARI (2) 〈プレゼント〉
  - 토쿠나가 히데아키 (10) 〈時代〉
  - 야마우치 케이스케 (1) 〈スポットライト〉
  - 호시노 겐 (1) 〈SUN〉
  - 게스노키와미오토메 (1) 〈私以外私じゃないの〉
  - 유즈 (6) 〈かける〉
  - 히카와 키요시 (16) 〈男花〉
  - 호소카와 타카시 (39) 〈心のこり〉
  - 칸쟈니∞ (4) 〈前向きスクリーム！〉

### 2부
- 아카구미(紅組) :
  - NMB48 (3) 〈365日の紙飛行機〉
  - 미즈모리 카오리 (13) 〈大和路の恋〉
  - 이키모노가카리 (8) 〈ありがとう〉
  - 시이나 링고 (3) 〈長く短い祭 ～ここは地獄か天国か篇～[2]〉
  - AKB48 (8) 〈AKB48 紅白2015 SP ～10周年記念メドレー～[3]〉
  - Superfly (1) 〈Beautiful〉
  - 니시노 카나 (6) 〈トリセツ〉
  - 이시카와 사유리 (38) 〈津軽海峡・冬景色〉
  - Perfume (8) 〈Pick Me Up〉
  - MISIA (2) 〈オルフェンズの涙〉
  - 레베카 (1) 〈フレンズ〉
  - 이마이 미키 (2) 〈PIECE OF MY WISH〉
  - 다카하시 마리코 (3) 〈五番街のマリーへ２０１５[4]〉
  - 마츠다 세이코 (19) 〈赤いスイートピー〉
- 시로구미(白組) :
  - 三代目 J Soul Brothers (4) 〈Summer Madness〉
  - 후쿠야마 마사하루 (8) 〈デビュー２５周年スペシャルメドレー[5]〉
  - TOKIO (22) 〈AMBITIOUS JAPAN!〉
  - 아라시 (7) 〈New Year’s Eve Medley 2015[6]〉
  - EXILE (11) 〈EXILE 紅白スペシャル2015[7]〉
  - 골든 봄버 (4) 〈女々しくて〉
  - BUMP OF CHICKEN (1) 〈ray〉
  - 이츠키 히로시 (45) 〈千曲川〉
  - V6 (2) 〈ザッツ！V6メドレー[8]〉
  - X JAPAN (6) 〈紅白スペシャルメドレー　～ We are X ! ～[9]〉
  - 미와 아키히로 (4) 〈ヨイトマケの唄〉
  - SMAP (23) 〈This is SMAP メドレー[10]〉
  - 모리 신이치 (48) 〈おふくろさん〉
  - 콘도 마사히코 (10) 〈ギンギラギンにさりげなく〉